# Suuret suomalaiset
Suuret suomalaiset (français : Les Grands Finlandais) est une émission de télévision diffusée en 2004 en Finlande par la société de radiodiffusion finlandaise Yle, qui a déterminé les 100 plus grands Finlandais de tous les temps selon vote de ses téléspectateurs.
La plus grande personnalité choisie est Carl Gustaf Emil Mannerheim.

## Premier tour
Le premier tour de scrutin a lieu au printemps 2004.
Il commence le 29 février et dure deux semaines.
Les votes peuvent être exprimés soit sur le site Web du programme, soit par téléphone, par SMS ou par carte postale.
Le panel d'experts a dressé une liste de 99 candidats pour le premier tour, mais il est possible de voter pour une personne ne figurant pas sur la liste.
Au total, plus de 70 000 votes ont été exprimés sur Internet, par téléphone, SMS et cartes postales, avec un total de près de 2 000 candidats suggérés par le public.
Les résultats du vote ont été publiés dans une émission diffusée sur Yle TV1 le 31 octobre, présentant les 100 candidats ayant obtenu le plus de voix.

### Les dix premiers
Les dix personnalités ont obtenu le plus de voix et qui ont participé au deuxième tour sont les suivantes. Elles sont listées par ordre alphabétique car leur classement relatif au premier tour n'a pas été divulgué.
- Mikael Agricola, linguiste, théologien
- Adolf Ehrnrooth, général
- Tarja Halonen, président
- Urho Kekkonen, président
- Aleksis Kivi, ecrivain
- Elias Lönnrot, compilateur du Kalevala
- C. G. E. Mannerheim, président
- Risto Ryti, président
- Jean Sibelius, compositeur
- Arvo Ylppö, médecin

### Les personnalités de 11 à 100
Voici la liste de personnes numérotés de 11 à 100 (les noms de ceux qui n'étaient pas dans la liste préliminaire des experts sont en italique):
| - 11. Matti Nykänen - 12. Väinö Myllyrinne - 13. Ville Valo - 14. Lalli - 15. Väinö Linna - 16. Linus Torvalds - 17. Spede Pasanen - 18. Pentti Linkola - 19. Tove Jansson - 20. Veikko Hursti - 21. Paavo Nurmi - 22. Minna Canth - 23. Juho Kusti Paasikivi - 24. J. V. Snellman - 25. Hertta Kuusinen - 26. Arto Saari - 27. Miina Sillanpää - 28. Väinö Tanner - 29. Lucina Hagman - 30. Christfried Ganander - 31. Mika Waltari - 32. Mika Häkkinen - 33. Alvar Aalto - 34. Eugen Schauman - 35. Tapio Rautavaara - 36. Eino Leino - 37. Jaakko Pöyry - 38. Otto Wille Kuusinen Juice Leskinen - 40. Anders Chydenius - 41. Uno Cygnaeus | - 42. Jari Litmanen - 43. Katri Helena Kalaoja - 44. Fanni Luukkonen - 45. Anneli Jäätteenmäki - 46. Karl Fazer - 47. K. J. Ståhlberg - 48. Mauno Koivisto Helene Schjerfbeck - 50. Reino Helismaa - 51. Jorma Ollila - 52. Lauri Törni - 53. Georg Henrik von Wright - 54. Arndt Pekurinen - 55. Tauno Palo - 56. Akseli Gallen-Kallela - 57. Johan Ludvig Runeberg - 58. Kyösti Kallio - 59. Paavo Ruotsalainen - 60. Lars Levi Laestadius Lasse Virén - 62. Helvi Sipilä - 63. Yrjö Kallinen - 64. A. I. Virtanen - 65. Nils-Aslak Valkeapää - 66. Armi Kuusela - 67. Pehr Evind Svinhufvud - 68. Aki Kaurismäki - 69. Kalle Päätalo - 70. Paavo Lipponen - 71. Aurora Karamzin - 72. Sakari Topelius | - 73. Alli Vaittinen-Kuikka - 74. Simo Häyhä - 75. Jaakko Ilkka - 76. Arto Javanainen - 77. Leena Palotie - 78. Karita Mattila - 79. Veikko Hakulinen Helle Kannila Olavi Virta - 82. Hannu Salama - 83. Irwin Goodman Laila Kinnunen Arvi Lind - 86. Kirsti Paakkanen - 87. Larin Paraske Mathilda Wrede - 89. Erno Paasilinna Antti Tuisku Annikki Tähti - 92. Elisabeth Rehn Esa Saarinen - 94. Maiju Gebhard Kalevi Sorsa - 96. Aksel Airo Lauri Ylönen - 98. Raimo Helminen Armi Ratia Veikko Sinisalo |

### Les personnalités éliminées
Sur la liste de 99 candidats établie par le panel d'experts, 31 n'ont pas été classés parmi les 100 premiers et ont été remplacées par 32 noms suggérés par le public.
Le seul candidat à être parmi les 10 premiers est Risto Ryti.
Sur les 99 noms figurant sur la liste préliminaire, les 31 suivants ont été éliminés:
| - Aino Ackté - Antti Ahlström - Santeri Alkio - Sari Baldauf - Albert Edelfelt - Eero Erkko - Ella Eronen - Karl-August Fagerholm - Kaj Franck - Johan Gadolin - Heidi Hautala | - Sirkka Hämäläinen - Marja-Liisa Kirvesniemi - Rudolf Koivu - Hannes Kolehmainen - Alfred Kordelin - Toivo Kärki - Edvin Laine - Adolf Erik Nordenskiöld - Olavi Paavolainen - Siiri Rantanen | - Kaija Saariaho - Pentti Saarikoski - Sylvi Saimo - Esa-Pekka Salonen - Frans Eemil Sillanpää - Edith Södergran - Jouko Turkka - Vilho Väisälä - Tapio Wirkkala - Hella Wuolijoki |

## Second tour
Le second scrutin a commencé le 31 octobre et s'est terminé le 5 décembre.
Les résultats sont les suivants:
| Rang | Nom                         | Voix    | %      |
| ---- | --------------------------- | ------- | ------ |
| 1    | Carl Gustaf Emil Mannerheim | 104 244 | 28,7 % |
| 2    | Risto Ryti                  | 80 790  | 22,2 % |
| 3    | Urho Kekkonen               | 57 456  | 15,8 % |
| 4    | Adolf Ehrnrooth             | 27 477  | 7,6 %  |
| 5    | Tarja Halonen               | 26 536  | 7,3 %  |
| 6    | Arvo Ylppö                  | 22 136  | 6,1 %  |
| 7    | Mikael Agricola             | 15 974  | 4,4 %  |
| 8    | Jean Sibelius               | 15 397  | 4,2 %  |
| 9    | Aleksis Kivi                | 7 622   | 2,1 %  |
| 10   | Elias Lönnrot               | 6 099   | 1,7 %  |